# Joe Stefko
Joe Stefko je americký rockový bubeník. V letech 1976–1977 byl členem doprovodné skupiny Johna Calea, ale odešel od něj poté, co Cale na jevišti rozsekal kuře sekáčkem na maso. V letech 1976–1977 působil ve skupině Meat Loafa. Rovněž hrál s obnovenou skupinou The Turtles. Během své kariéry spolupracoval i s dalšími hudebníky, mezi které patří Bonnie Tyler a Jim Steinman. Je vegetarián.
Později založil nakladatelství Charnel House věnující se vydávání limitovaných edic starých knih.